# Rhododendron wadanum
Rhododendron wadanum är en ljungväxtart som beskrevs av Tomitaro Makino. Rhododendron wadanum ingår i släktet rododendron, och familjen ljungväxter. Inga underarter finns listade i Catalogue of Life.

## Bildgalleri

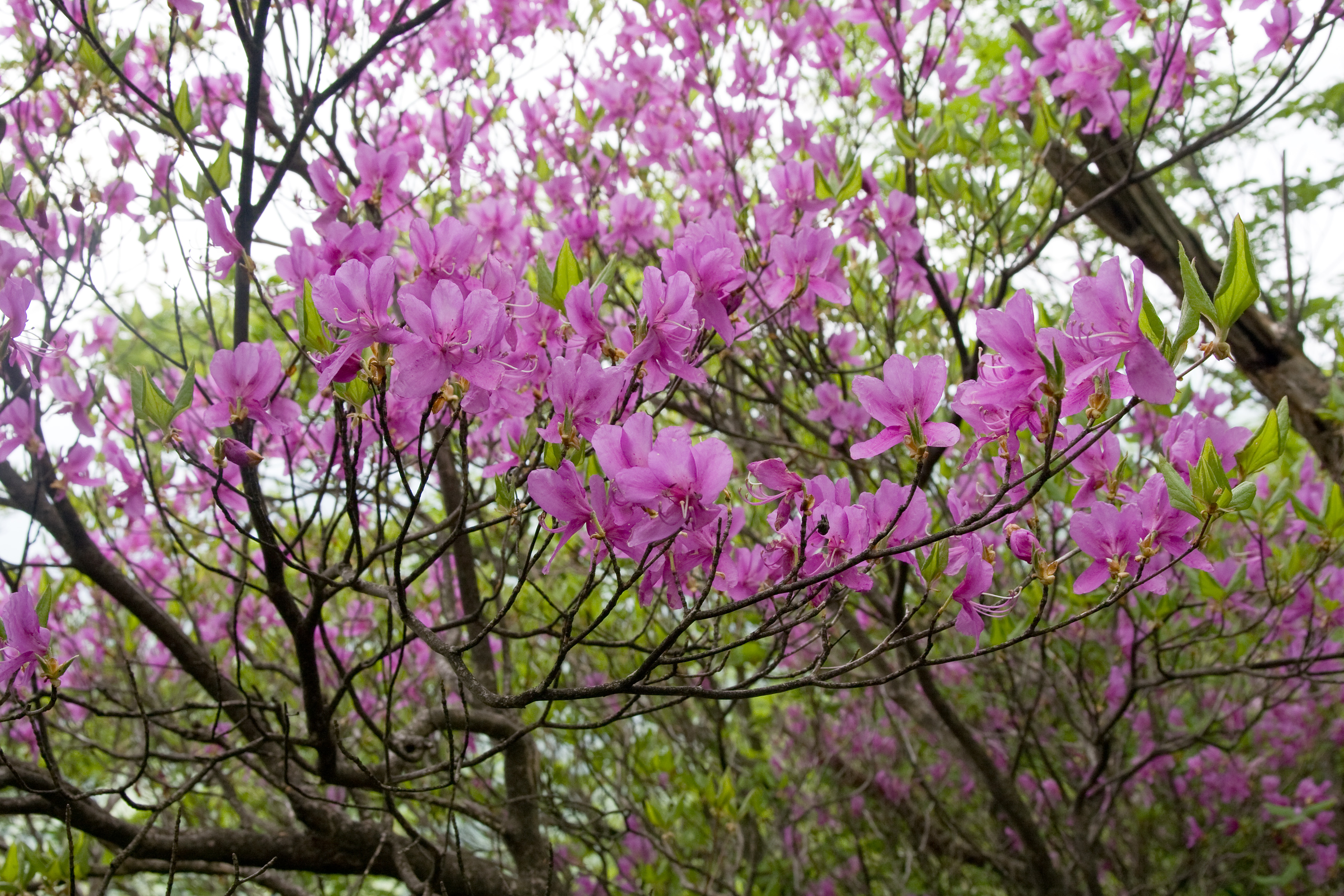
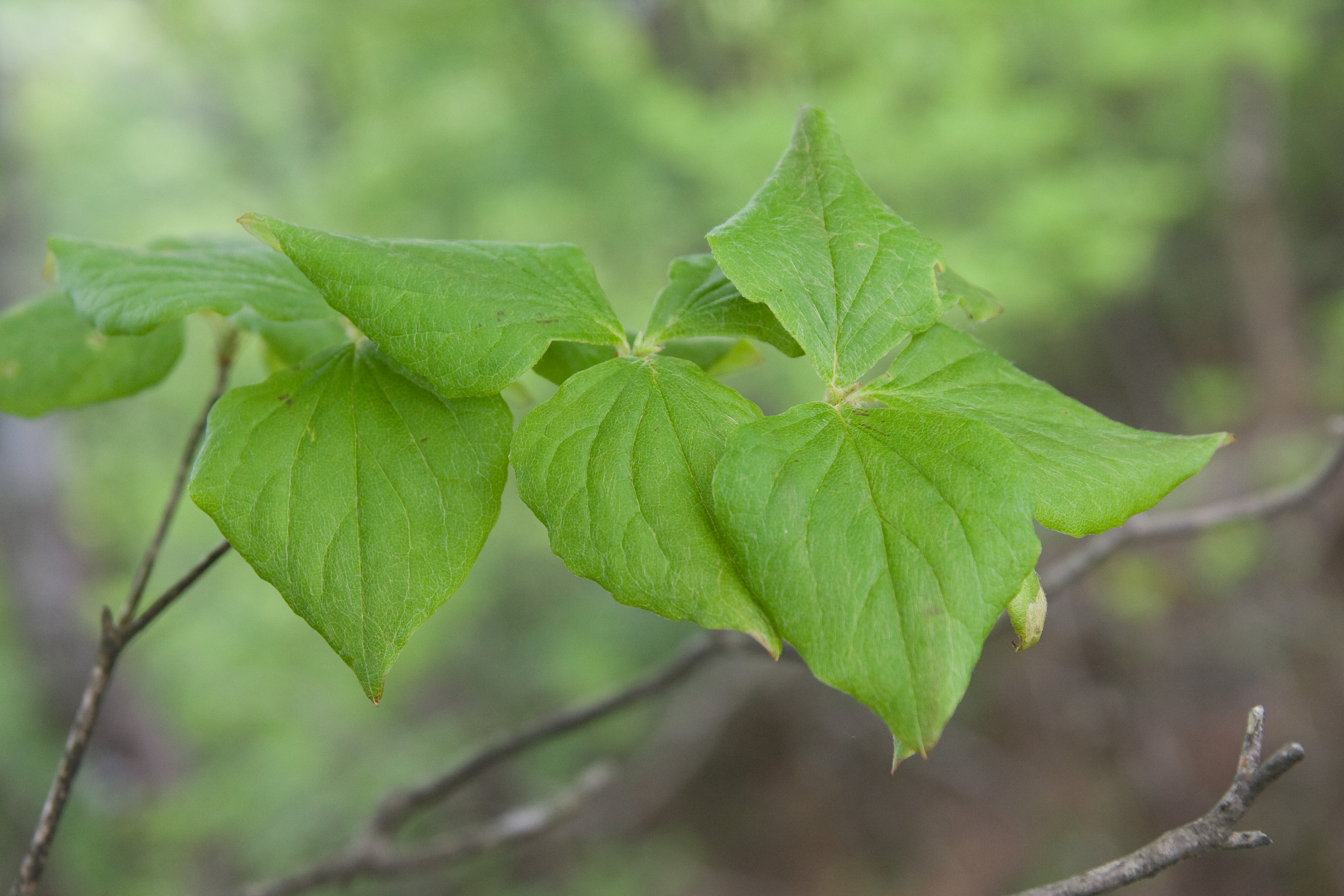
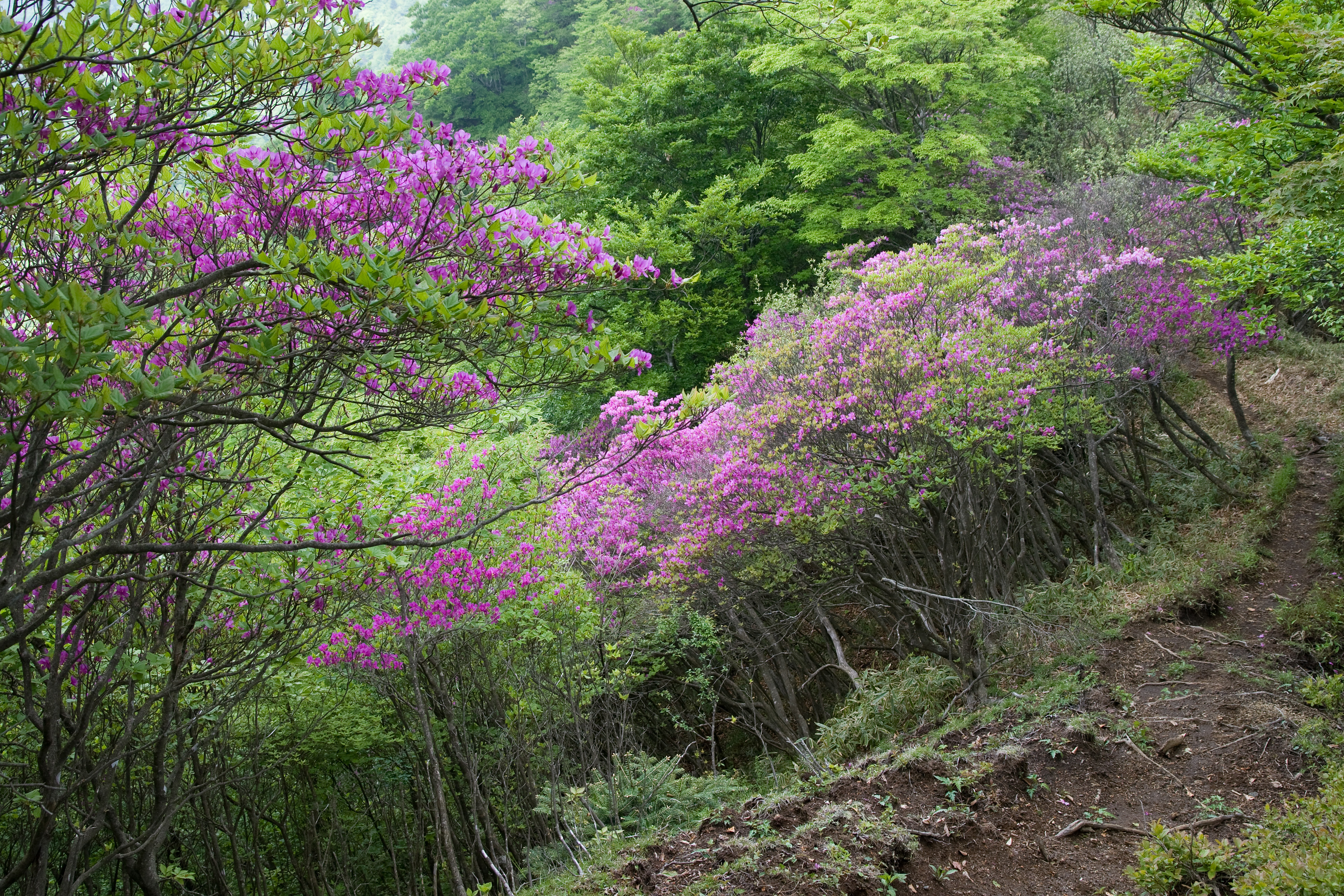
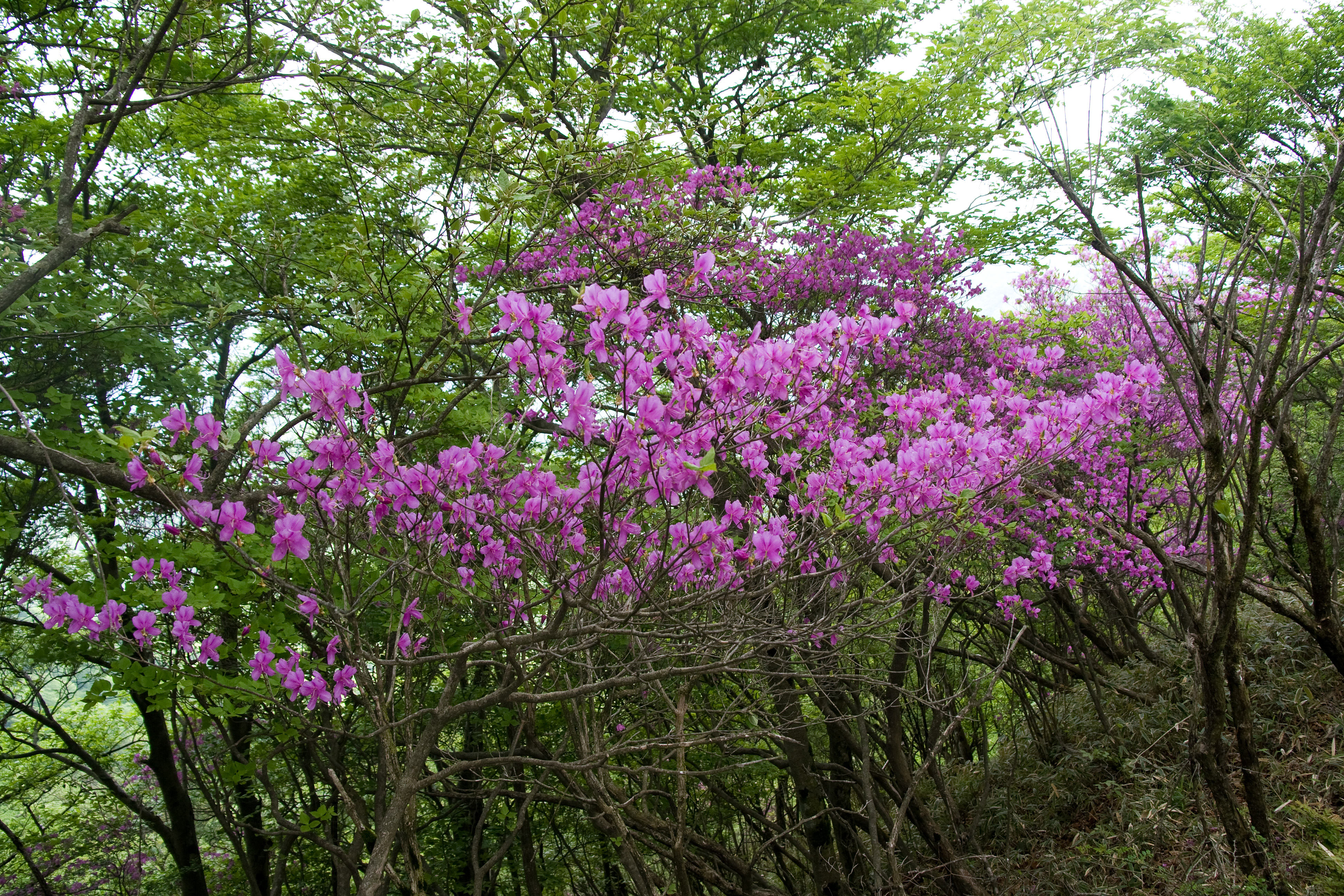
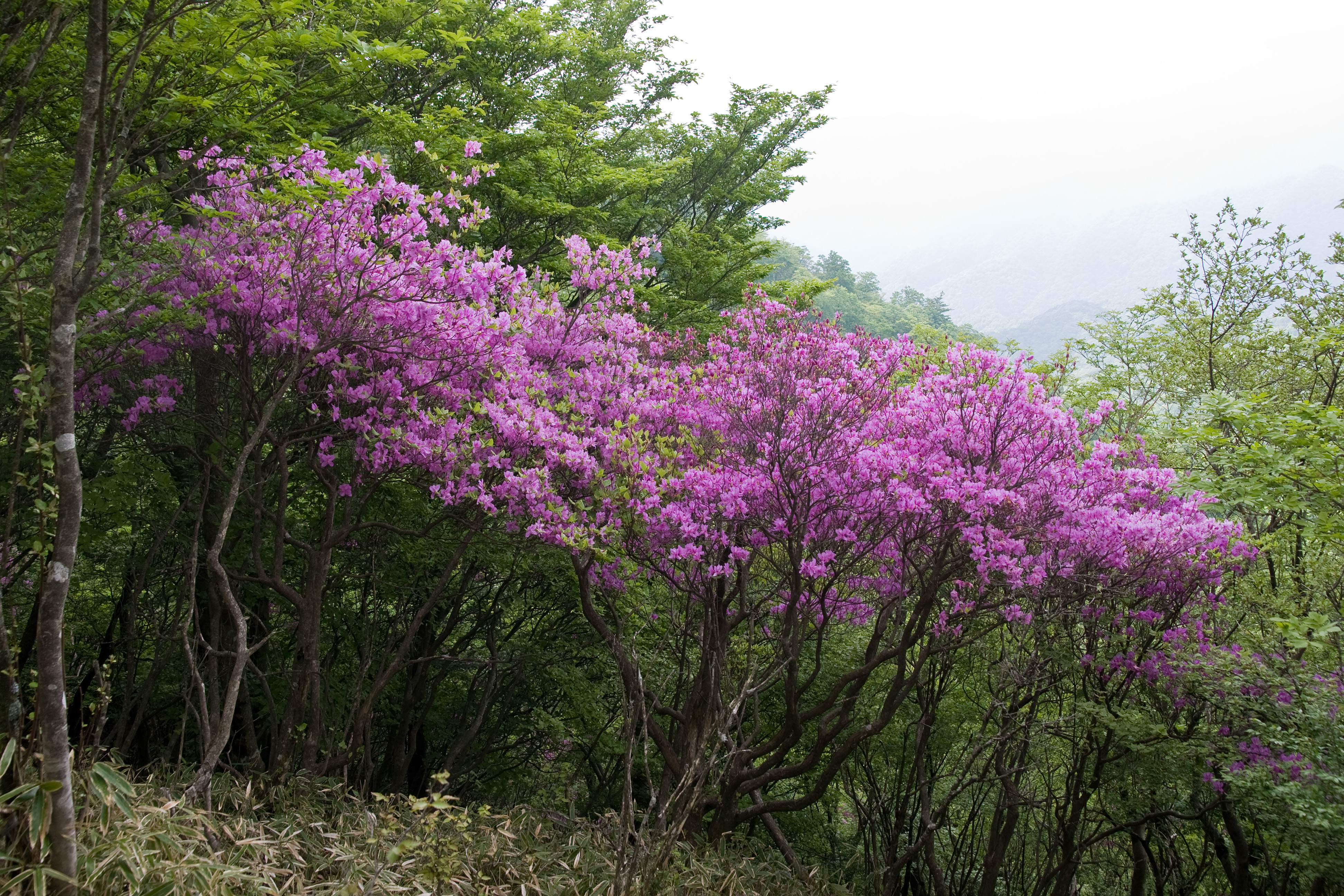
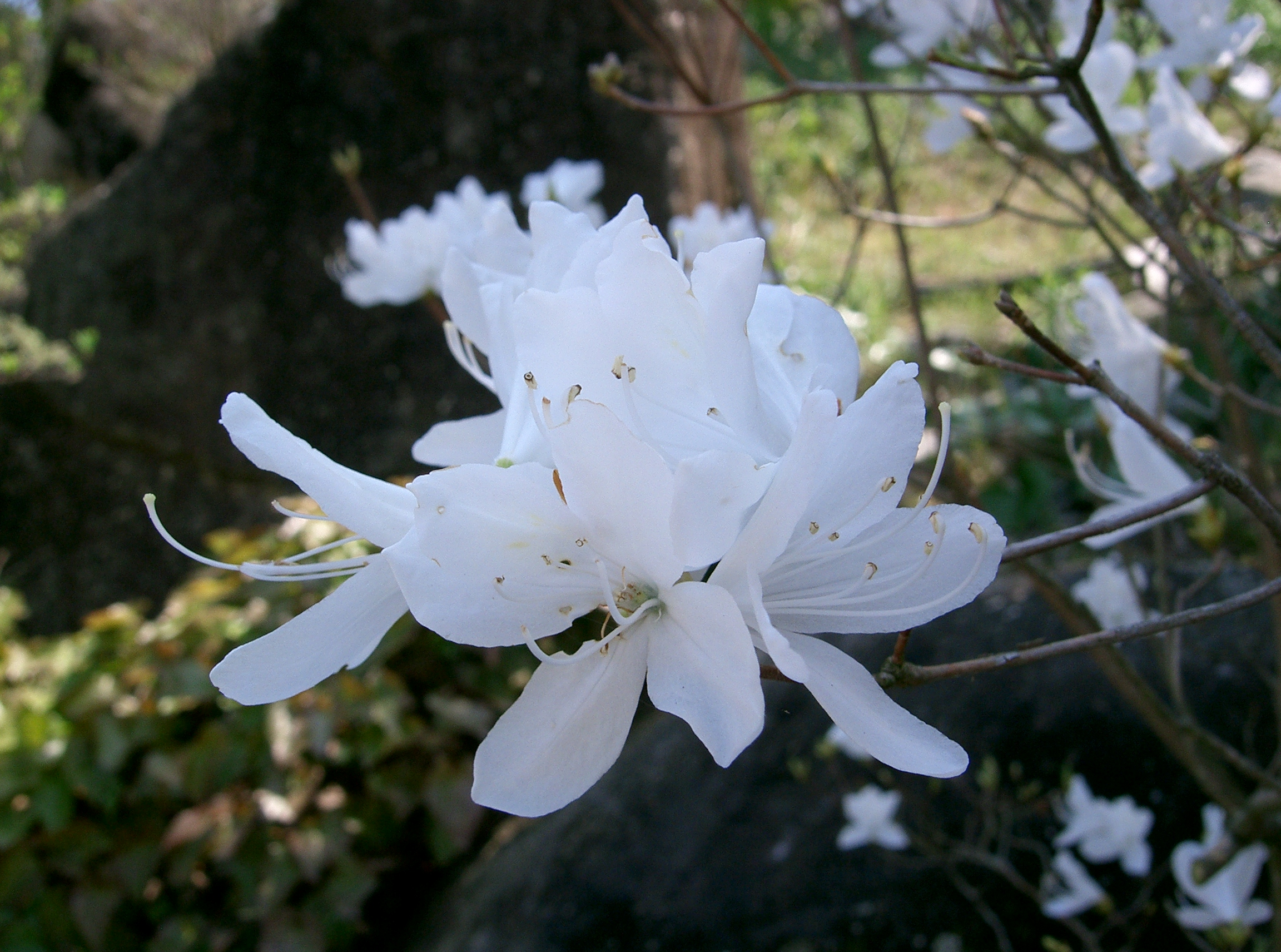